# José Ballivián
José Ballivián (ur. 5 maja 1805, zm. 6 października 1852) – boliwijski generał walczący w trakcie wojny konfederacji peruwiańsko-boliwijskiej z Chile oraz prezydent Boliwii urzędujący w latach 1841–1847.

## Życiorys
W 1841 roku odniósł zwycięstwo w bitwie pod Ingavi, pokonując peruwiańskie siły inwazyjne dowodzone przez Augustina Gammarę. Po bitwie Ballivián stał się bohaterem narodowym Boliwii; objął funkcję prezydenta kraju, którą piastował do 1847 roku. 
Padł ofiarą zamachu stanu 23 grudnia 1847 roku. W konsekwencji uciekł do Peru skąd następnie wyemigrował do Brazylii. Osiedlił się w Rio de Janeiro, gdzie zmarł.